# Список правителей Валенсии
Королевство Валенсия (кат. Regne de València, исп. Reino de Valencia) — составная и неделимая территория, принадлежащая короне Арагона, но не являющаяся юридически зависимой от королевства Арагон.
Валенсия получила статус королевства в ходе Реконкисты, когда король Арагона Хайме I (исп. Jaime I el Conquistador) 2 [9] октября 1238 года отвоевал у арабов их одноимённую тайфу. Хайме провозгласил себя королём города Валенсии и его территорий. Несмотря на то, что с 1515 года королевство фактически находилось под властью императоров Священной Римской империи, а с 1556-го — королей единой Испании, его правители считались независимыми; продолжался индивидуальный для города порядок нумерования королей.
После пресечения ветви испанских Габсбургов началась Война за испанское наследство. По завещанию Филипп, герцог Анжуйский был признан королём Испании, однако в Валенсии он коронован не был; его соперник на трон Испании — Карл VI в 1710 году овладел Валенсией и даже принёс присягу Кортесам города. Филипп же издал т. н. «декреты Нуэва-Планта» (исп. Decretos de Nueva Planta), один из которых ликвидировал органы управления Валенсией, в том числе институт монархии и кортесы. Сохранивший по Утрехтскому договору корону Испании Филипп снова подтвердил свои декреты, что означало окончательное упразднение королевства. Тем не менее, термин «Королевство Валенсия» номинально существовало и фигурировало в документах вплоть до 1833 года, когда Хавьер де Бургос официально признал Валенсию провинцией.

## Арагонский дом
Преемники и потомки основателя и первого короля Валенсии Хайме I правили до 22 [31] мая 1410 года, когда скончался Мартин I (исп. Martín I de Aragón). Его единственный сын, король Сицилии Мартин Младший, умер ещё 16 [25] июля 1409 года. Последовало Арагонское междуцарствие.
| Изображение | Имя                                     | Дата начала правления | Дата окончания правления | Источники            |
| ----------- | --------------------------------------- | --------------------- | ------------------------ | -------------------- |
|             | Хайме I (исп. Jaime I el Conquistador)  | 1239                  | 1276                     | [ 6 ]                |
|             | Педро I (исп. Pedro III el Grande)      | 1276                  | 1285                     | [ 7 ] [ 8 ]          |
|             | Альфонсо I (исп. Alfonso III de Aragón) | 1285                  | 1291                     | [ 9 ]                |
|             | Хайме II (исп. Jaime II el Justo)       | 1291                  | 1327                     | [ 10 ]               |
|             | Альфонсо II (исп. Alfonso el Benigne)   | 1327                  | 1336                     | [ 9 ]                |
|             | Педро II (исп. Pedro IV el Ceremonioso) | 1336                  | 1387                     | [ 11 ]               |
|             | Хуан I (исп. Juan I el Cazador)         | 1387                  | 1396                     | [ 12 ] [ 13 ] [ 14 ] |
|             | Мартин I (исп. Martín I de Aragón)      | 1396                  | 1410                     | [ 15 ] [ 16 ]        |

## Род Трастамара
14 [23] января 1412 года по предложению папы Римского Бенедикта XIII в городе Каспе началось формирование комиссии, которая бы смогла примирить кандидатов на трон. Назначенные судьи 19 [28] июня 1412 года объявили Фердинанда Кастильского ближайшим родственником умершего. На трон Арагона и Валенсии взошла династия Трастамара.
| Изображение | Имя                                                  | Начало правления | Конец правления | Источники                   |
| ----------- | ---------------------------------------------------- | ---------------- | --------------- | --------------------------- |
|             | Фердинанд I (исп. Fernando I de Aragón)              | 1412             | 1416            | [ 17 ] [ 18 ]               |
|             | Альфонсо III (исп. Alfonso V el Magnánimo)           | 1416             | 1458            | [ 19 ]                      |
|             | Хуан II (исп. Juan II el Grande)                     | 1458             | 1479            | [ 20 ]                      |
|             | Педро Португальский (порт. Pedro V)                  | 1464             | 1466            | Титул оспаривался Хуаном II |
|             | Рене Добрый (фр. le Bon Roi René)                    | 1466             | 1472            | Титул оспаривался Хуаном II |
|             | Фердинанд II (исп. Fernando de Aragón "el Católico") | 1479             | 1516            | [ 23 ]                      |
|             | Хуана I Безумная (исп. Juana I la Loca)              | 1516             | 1555            | [ 24 ] [ 25 ]               |

## Австрийский дом
Когда Хуана I в 1506 году сошла с ума, а в том же году умер её муж и соправитель Филипп Бургундский, от её имени (но теперь не официально) стал снова править Фердинанд II, а когда и он умер 13 [23] января 1516 года, трон перешёл к единственному сыну Хуаны — Карлу. 18 [28] июня 1519 года тот был провозглашён императором Священной Римской империи. Испания в целом, как и Валенсия, перешла под управление австрийских Габсбургов.
| Изображение | Имя                                   | Начало правления | Конец правления | Источники     |
| ----------- | ------------------------------------- | ---------------- | --------------- | ------------- |
|             | Карл I (исп. Carlos I (V))            | 1516             | 1556            | [ 27 ] [ 28 ] |
|             | Филипп I (исп. Felipe I)              | 1556             | 1598            | [ 29 ]        |
|             | Филипп II (исп. Felipe II)            | 1598             | 1621            | [ 30 ]        |
|             | Филипп III (исп. Felipe III)          | 1621             | 1665            | [ 31 ]        |
|             | Карл II (исп. Carlos II El Hechizado) | 1665             | 1700            | [ 32 ]        |

## Война за испанское наследство
1 ноября 1700 года пресеклась ветвь испанских Габсбургов, и вопрос о наследстве стал причиной новой войны. В ходе войны король Филипп, герцог Анжуйский издал т. н. «декреты Нуэва-Планта» (исп. Decretos de Nueva Planta), один из которых ликвидировал монархию в Валенсии.
| Изображение | Имя                        | Начало правления | Конец правления | Источники                                   |
| ----------- | -------------------------- | ---------------- | --------------- | ------------------------------------------- |
|             | Филипп IV (исп. Felipe IV) | 1700             | 1705            | [ 33 ]                                      |
|             | Карл III (исп. Carlos III) | 1705             | 1707            | Претендент на трон Испании (с 1703 по 1725) |